# Pomeroy (Iowa)
Pomeroy é uma cidade localizada no estado americano de Iowa, no Condado de Calhoun.

## Demografia
Segundo o censo americano de 2000, a sua população era de 710 habitantes.
Em 2006, foi estimada uma população de 653, um decréscimo de 57 (-8.0%).

## Geografia
De acordo com o United States Census Bureau tem uma área de
5,3 km², dos quais 5,3 km² cobertos por terra e 0,0 km² cobertos por água. Pomeroy localiza-se a aproximadamente 378 m acima do nível do mar.

## Localidades na vizinhança
O diagrama seguinte representa as localidades num raio de 20 km ao redor de Pomeroy.